# Rhachicreagra taurusflavus
Rhachicreagra taurusflavus är en insektsart som beskrevs av David M. Rowell 2000. Rhachicreagra taurusflavus ingår i släktet Rhachicreagra och familjen gräshoppor. Inga underarter finns listade i Catalogue of Life.